# Pernille Rose Grønkjær
Pernille Rose Grønkjær (née en 1973 au Danemark) est une réalisatrice de films danoise.

## Biographie
Pernille Grønkjær est diplômée de l'école nationale de cinéma du Danemark en 1997.
Elle est réalisatrice de plusieurs documentaires pour le cinéma ou la télévision, entre autres : Min morfar forfra (da), Repeating Grandpa (sélectionné pour le festival INPUT 2022 à Rotterdam) et The Monastery (da), sélectionné au festival BLIFF, prix Joris Ivens du meilleur long-métrage documentaire lors du festival IDFA 2006,, Genetic Me (da), sélectionné dans la section science télévision au festival du film scientifique Pariscience 2014.
Avec les réalisateurs Phie Ambo, Mikala Krogh, Eva Mulvad et la productrice de films Sigrid Dyekjær, elle fonde en 2007 la société de production Danish Documentary, où elle est réalisatrice.